# ماکسیم تیشچنکو
ماکسیم تیشچنکو (روسی: Максим Викторович Тищенко؛ زادهٔ ۳۰ اوت ۱۹۷۴) بازیکن فوتبال اهل روسیه است.
از باشگاه‌هایی که در آن بازی کرده‌است می‌توان به باشگاه فوتبال زوزدا ایرکوتسک، باشگاه فوتبال متالورگ زاپروژیا، باشگاه فوتبال ینی‌سئی کراسنویارسک، باشگاه فوتبال اورال یکاترینبورگ، باشگاه فوتبال دینامو استاوروپول، باشگاه فوتبال روتور ولگوگراد، باشگاه فوتبال وولگار آستراخان، و باشگاه فوتبال آرسنال تولا اشاره کرد.